# Aulo Atílio Calatino
Aulo Atílio Calatino (em latim: Aulus Atilius Calatinus) foi um político da gente Atília da República Romana eleito cônsul por duas vezes, em 258 e 254 a.C., com Caio Sulpício Patérculo e Cneu Cornélio Cipião Asina respectivamente. Foi também nomeado ditador em 249 a.C..

## Família

Teatro de operações da Primeira Guerra Púnica entre 258 e 256 a.C..
Território siracusano
Território cartaginês
Territórios romanos
1. Batalha naval em Tindaris. Vitória naval cartaginesa em 260, 258 e 257 a.C..
2. Ataque romano a Panormo. Recuo em 258 a.C..
3. Romanos capturam Mitistrato (258 a.C.).
4. Romanos retomam Enna e Camarina (258 a.C.).
5. Vitória naval romana na Batalha de Ecnomo (256 a.C.).
6. Marco Atílio Régulo invade a África (256 a.C.).

Calatino era filho de Aulo Atílio Calatino, que fora acusado de trair a cidade de Sora durante a Terceira Guerra Samnita. Quando a condenação do velho Calatino parecia iminente, o pretor e três vezes cônsul Fábio Máximo Ruliano, seu sogro, intercedeu a seu favor no juízo conseguindo salvá-lo do exílio. A influência e as palavras de Ruliano expressando a sua crença de que Calatino não era capaz de efetuar os fatos que lhe foram imputados foram determinantes na hora do veredito. Isto mostra que os Atílios (Atilii) eram clientes dos aristocratas Fábios (Fabii) e que eram aparentados com eles através do matrimônio do velho Calatino. Aulo Atílio Calatino, o cônsul em 258 e 254 a.C., era portanto neto de Fábio Ruliano através da sua mãe.
Os Atílios Calatinos eram primos de outros famosos Atílios, os Atílios Régulos. Calatino (em latim: Calatinus) é claramente um cognome que ligado à cidade de Calatia, a dez quilômetros para o noroeste de Cápua, uma região conquistada durante o consulado do primeiro Atílio, Marco Atílio Régulo Caleno, em 335 a.C. Como foi seu colega, o patrício Marco Valério Corvo, que de fato conquistou a região, é provável que Atílio seja originário dali. Achados de cerâmica da região indicam que os prenomes Cesão (K.) e Numério (N.) Atílio eram comuns ali. Mais interessante é o fato de que os prenomes Cesão e Numério, utilizados pelos Atílios, são encontrados apenas entre os Fábios dentre todas as gentes patrícias. Os Atílios eram a principal família da Campânia quando os habitantes da região ganharam a cidadania romana e o cognome Régulo pode ser uma referência à posição social de "reis" que detinham naquela sociedade. Uma grande quantidade de terras que os Fábios detinham em Falerna provavelmente resultaram do tratado de 340 a.C., quando as terras capuanas ao norte do rio Volturno foram cedidas aos romanos.

## Primeiro consulado (258 a.C.)
Foi eleito cônsul com Caio Sulpício Patérculo em 258 a.C., o sétimo ano da Primeira Guerra Púnica. Segundo Políbio, os dois receberam a missão de continuar as operações militares na Sicília ao passo que outros apenas ele foi enviado para lá. Como primeira operação, tentou atacar Panormo (Palermo), onde estavam invernando os cartagineses; apesar de diversas tentativas de buscar o combate com seu exército em ordem de combate, os cartagineses preferiram a segurança das muralhas da cidade. Por isso, Calatino mudou o objetivo de seu exército: conseguiu primeiro ocupar a cidade de Hipana e, em seguida, marchou para juntar suas forças às do procônsul Caio Aquílio Floro, que estava cercando a fortaleza de Mitistrato, que foi completamente destruída. Conseguiu tomar muitas cidades sicilianas, mas caiu numa emboscada da qual se salvou por pouco, graças à intervenção de um tribuno.

## Pretor (257 a.C.)
Em 257 a.C., eleito pretor, celebrou um triunfo com Patérculo.

## Segundo consulado (254 a.C.)

Teatro de operações da Primeira Guerra Púnica entre 250 e 249 a.C..
Território siracusano
Território cartaginês
Territórios romanos
1. A caminho de Lilibeu, os romanos tomam Heracleia Minoa e Selinunte (250 a. C.).
2. Ataque naval romano a Lilibeu abortado (250 a. C.).
3. Depois da derrota em Lilibeu, os romanos cercam Érice (250 a. C.).
4. Derrota naval romana em Drépano (249 a. C.).

Em 254 a.C., o décimo-primeiro ano da Primeira Guerra Púnica, Aulo Atílio foi novamente eleito, desta vez com Cneu Cornélio Cipião Asina. Os cônsules dedicaram-se à reconstrução da frota, com 220 novas naves, depois que a frota anterior se perdeu numa tormenta. Os dois percorreram a costa norte da Sicília e capturaram a cidade de Cefalù (Kephalodon) com a ajuda de um traidor. Enquanto tentavam cercar Drépano, foram forçados a recuar para Messina devido à chegada de reforços cartagineses. Em seguida, os cônsules atacaram o porto de Panormo (moderna Palermo, a atual capital da Sicília) e forçaram a rendição da cidade. Os romanos permitiram que os que pudessem pagar 2 minas de ouro por cabeça (o equivalente a 200 dracmas) comprassem sua segurança e saquearam a residência dos que não podiam.
Contudo, apenas Asina celebrou o triunfo por esta importante vitória.

## Ditador (249 a.C.)
A partir das desastrosas perdas navais de Públio Cláudio Pulcro e Lúcio Júnio Pulo na Batalha de Drépano, em 249 a.C., o Senado decidiu multar o primeiro com 120 000 asses, enquanto o segundo suicidou-se. O ditador Marco Cláudio Glícia, um escriba que fora nomeado por Cláudio Pulcro, foi despedido do seu posto com o argumento de que era um liberto deste e que não merecia nem a categoria de senador. Calatino foi nomeado ditador no lugar de Glícia e escolheu como mestre da cavalaria (magister equitum) Lúcio Cecílio Metelo. Foi-lhe imediatamente encomendado liderar os exércitos na Sicília, tornando-se assim no primeiro ditador romano a encabeçar um exército fora da Itália.

## Censor (247 a.C.)
Dois anos depois, foi eleito censor com Aulo Mânlio Torquato Ático, no trigésimo oitavo lustrum.

## Anos finais e morte
Vários anos mais tarde, em 241 a.C., Calatino foi eleito para que agisse como mediador entre o procônsul Caio Lutácio Cátulo e o pretor Quinto Valério Falto e decidisse quem devia celebrar um triunfo depois da Batalha das ilhas Égadas. Após deliberar longamente, Calatino optou por decidir em favor de Cátulo. Calatino deve ter falecido por volta de 216 a.C., pois Marco Fábio Buteão (censor em 241 a.C.) é conhecido por ser o ex-censor de maior idade na época. Calatino seria mais velho que ele tanto partindo da data do seu censorado como das suas idades respectivas.
Segundo Smith, Calatino erigiu o Templo da Esperança (Esperança, "Spes", a personificação da esperança e felicidade para o jovem) no Fórum Holitório e à Fé (Fides) (personificação do bem fazer, representado por um par de mãos que se estreitam num aperto) no Capitólio. Parte de seu epitáfio foi citado por Cícero em "Cato maior de senectute"ː «Muitos concordaram que este homem foi o primeiro de seu povo».